# Lasius sakagamii
Lasius sakagamii is een mierensoort uit de onderfamilie van de schubmieren (Formicinae). De wetenschappelijke naam van de soort is voor het eerst geldig gepubliceerd in 1970 door Yamauchi & Hayashida.